# 大田灣體育設施群
大田灣體育設施位於重慶市渝中區兩路口大田灣體育路，含賀龍塑像、重慶市體育館、重慶市體育局辦公樓、大田灣體育場，文物遺址年代為1956年，2009年12月15日列為第二批重慶市文物保護單位。